# Aeroportul Kirkwall
Aeroportul Kirkwall (IATA: KOI, ICAO: EGPA) este un aeroport din Orkney, Scoția, Regatul Unit ce deservește zona Mainland⁠(d). Aeroportul a fost tranzitat în 2022 de 123.055 de pasageri. A fost deschis în 2002.
Situat la o altitudine de 18 m, aeroportul dispune de 2 piste. Este operat de Highlands and Islands Airports⁠(d).

## Infrastructură

### Piste
Aeroportul dispune de 2 piste. Pista 09/27 are suprafața de asfalt și dimensiunile 1.428 m × 46 m. Pista 14/32 are suprafața de asfalt și dimensiunile 680 m × 18 m. 